# لیسا وانگ
لیسا وانگ (به انگلیسی: Lisa Wang) ژیمناست زادهٔ ۲۴ سپتامبر ۱۹۸۸ میلادی اهل کشور ایالات متحده آمریکا است.